# Amphoe Khok Pho
Amphoe Khok Pho (thailändisch อำเภอ โคกโพธิ์) ist ein Landkreis (Amphoe – Verwaltungs-Distrikt) in der Provinz Pattani. Die Provinz Pattani liegt im Südosten der Südregion von Thailand am Golf von Thailand.

## Geographie
Benachbarte Landkreise und Gebiete sind (von Norden im Uhrzeigersinn): die Amphoe Nong Chik und Mae Lan in der Provinz Pattani, Amphoe Mueang Yala in der Provinz Yala sowie die Amphoe Saba Yoi und Thepha in der Provinz Songkhla.
Der Nationalpark Namtok Sai Khao (อุทยานแห่งชาติน้ำตกทรายขาว) liegt mit einer Größe von 110 km² in den bewaldeten Hügeln der Sankarakhiri-Berge, die sich über die Provinzen Pattani, Yala Und Songkhla erstrecken.

## Geschichte
Das Gebiet des heutigen Landkreises Khok Pho gehörte ursprünglich zum Stadtstaat (Mueang) Nong Chik, eine der sieben Provinzen des ehemaligen Königreichs Pattani. Der Kreis wurde eingerichtet, indem er zunächst vom Amphoe Nong Chik abgetrennt wurde. Sein Name war seinerzeit Mueang Kao (เมืองเก่า). Als die Verwaltung später ins Tambon Makrut verlegt wurde, erhielt der Kreis den Namen Makrut.
Im Jahr 1929 besuchte König Prajadhipok (Rama VII.) den Bezirk, um am 9. Mai eine Sonnenfinsternis zu beobachten. Während seines Besuchs sah er in Khok Pho ein Gebäude, von dem er dachte, dass es sich besser als Sitz der Verwaltung eignete. Daher wurde die Verwaltung kurz darauf dorthin verlagert. Im Jahre 1939 erhielt der Landkreis seinen heutigen Namen Khok Pho.

## Sehenswürdigkeiten
- Rama VII Pavillon – im Tambon Khok Pho, seinerzeit erbaut für König Prajadhipok, um die Sonnenfinsternis beobachten zu können.
- Wat Chang Hai Rat Buranaram (วัดช้างให้สมเด็จหลวงปู่ทวด) – buddhistischer Tempel (Wat) im Tambon Thung Phala, angeblich vor 300 Jahren erbaut, mit einer großen Chedi im „Sri-Lanka-Stil“.
- Namtok Phong Phong (น้ำตกโผงโผง, Phong-Phong-Wasserfall) – beeindruckender Wasserfall im Nationalpark Namtok Sai Khao: er fällt in sieben Stufen hinunter in einen kleinen Teich.

## Verwaltung

### Provinzverwaltung
Amphoe Khok Pho ist in 12 Unterbezirke (Tambon) eingeteilt, welche weiter in 81 Dorfgemeinschaften (Muban) unterteilt sind.
| Nr. | Name          | Thai    | Dörfer | Einw.  |
| --- | ------------- | ------- | ------ | ------ |
| 01. | Khok Pho      | โคกโพธิ์  | 11     | 10.872 |
| 02. | Makrut        | มะกรูด   | 07     | 05.702 |
| 03. | Bang Kro      | บางโกระ | 05     | 02.629 |
| 04. | Pa Bon        | ป่าบอน   | 06     | 03.935 |
| 05. | Sai Khao      | ทรายขาว | 06     | 04.147 |
| 06. | Na Pradu      | นาประดู่  | 08     | 09.175 |
| 07. | Pak Lo        | ปากล่อ   | 09     | 06.171 |
| 08. | Thung Phala   | ทุ่งพลา   | 05     | 03.772 |
| 11. | Tha Ruea      | ท่าเรือ   | 06     | 04.832 |
| 13. | Na Ket        | นาเกตุ   | 07     | 07.090 |
| 14. | Khuan Nori    | ควนโนรี  | 06     | 04.958 |
| 15. | Chang Hai Tok | ช้างให้ตก | 05     | 02.986 |

Hinweis: Die fehlenden Nummern (Geocodes) beziehen sich auf die Tambon, aus denen Amphoe Mae Lan besteht.

### Lokalverwaltung
Es gibt drei Kleinstädte (Thesaban Tambon) im Landkreis:
- Khok Pho (เทศบาลตำบลโคกโพธิ์) besteht aus Teilen des Tambon Khok Pho,
- Na Pradu (เทศบาลตำบลนาประดู่) besteht aus Teilen des Tambon Na Pradu,
- Makrut (เทศบาลตำบลมะกรูด) besteht aus dem ganzen Tambon Makrut.

Außerdem gibt es 11  „Tambon-Verwaltungsorganisationen“ (TAO, องค์การบริหารส่วนตำบล) für die Tambon oder die Teile von Tambon im Landkreis, die zu keiner Stadt gehören.